# BMW Sauber F1.07
Chronologie des modèles (2007)
BMW Sauber F1.06 BMW Sauber F1.08
La BMW Sauber F1.07 est la monoplace de Formule 1 engagée par l'écurie BMW Sauber F1 Team dans le Championnat du monde de Formule 1 2007. Deuxième modèle conçu par BMW sous le nom de BMW Sauber, la F1.07 est pilotée par l'Allemand Nick Heidfeld et le Polonais Robert Kubica. Les pilotes d'essais sont les Allemands Timo Glock et Sebastian Vettel, qui a remplacé Kubica pour une course.

## Développement
La BMW Sauber F1.07 est présentée le 16 janvier 2007 sur le circuit de Valence, en Espagne. Son concept est lancé en avril 2006. Pour Mario Theissen, directeur sportif et chef de projet de BMW en Formule 1, ce jour est très important car il marque l'arrivée de la première monoplace entièrement conçue par BMW, ce qui signifie pour Sauber un budget de développement beaucoup plus important que pour les années précédentes. La BMW Sauber F1.06 reste l'héritière de la précédente Sauber, sa conception ayant débuté en 2005. La F1.07 est un développement de la BMW Sauber F1.06. Lors de cette présentation, Theissen affiche les ambitions de l'écurie allemande : se rapprocher de Renault, Ferrari, Mclaren et Honda, un objectif difficile puisque 50 points séparaient BMW Sauber de Honda à la fin de la saison 2006. La F1.07 a été développé sous la direction du directeur technique Willy Rampf, du designer en chef Jörg Zander et de l'aérodynamicien en chef Seamus Mullarkey.
Le contrat avec le fabricant de pneus Michelin n'a pas été prolongé puisque l'entreprise a quitté la Formule 1 au profit du fournisseur Bridgestone désormais standard. Petronas, en revanche, continue à fournir du carburant. Le moteur BMW huit cylindres P86/7 de BMW est une évolution du moteur de l'année précédente, désormais exclusivement utilisé par BMW Sauber.

## Livrée et parrainage
La livrée de la BMW Sauber F1.07 est très similaire à la précédente ; on note uniquement la disparition du commanditaire O2 plc sur les moustaches avant de la monoplace. En majorité blanche, la monoplace s'habille d'une touche de bleu nuit sur l'entrée des pontons et, dans un design cher à la firme Munichoise, on aperçoit toujours la longue bande rouge et bleu courant le long du museau pour encadrer le logo BMW en imitant les calandres de ses voitures de route. Les contrats avec les principaux sponsors Crédit suisse, Petronas et Intel sont prolongés.
Dell Inc., O2 et Syntium sont des sponsors mineurs.

## Philosophie de conception

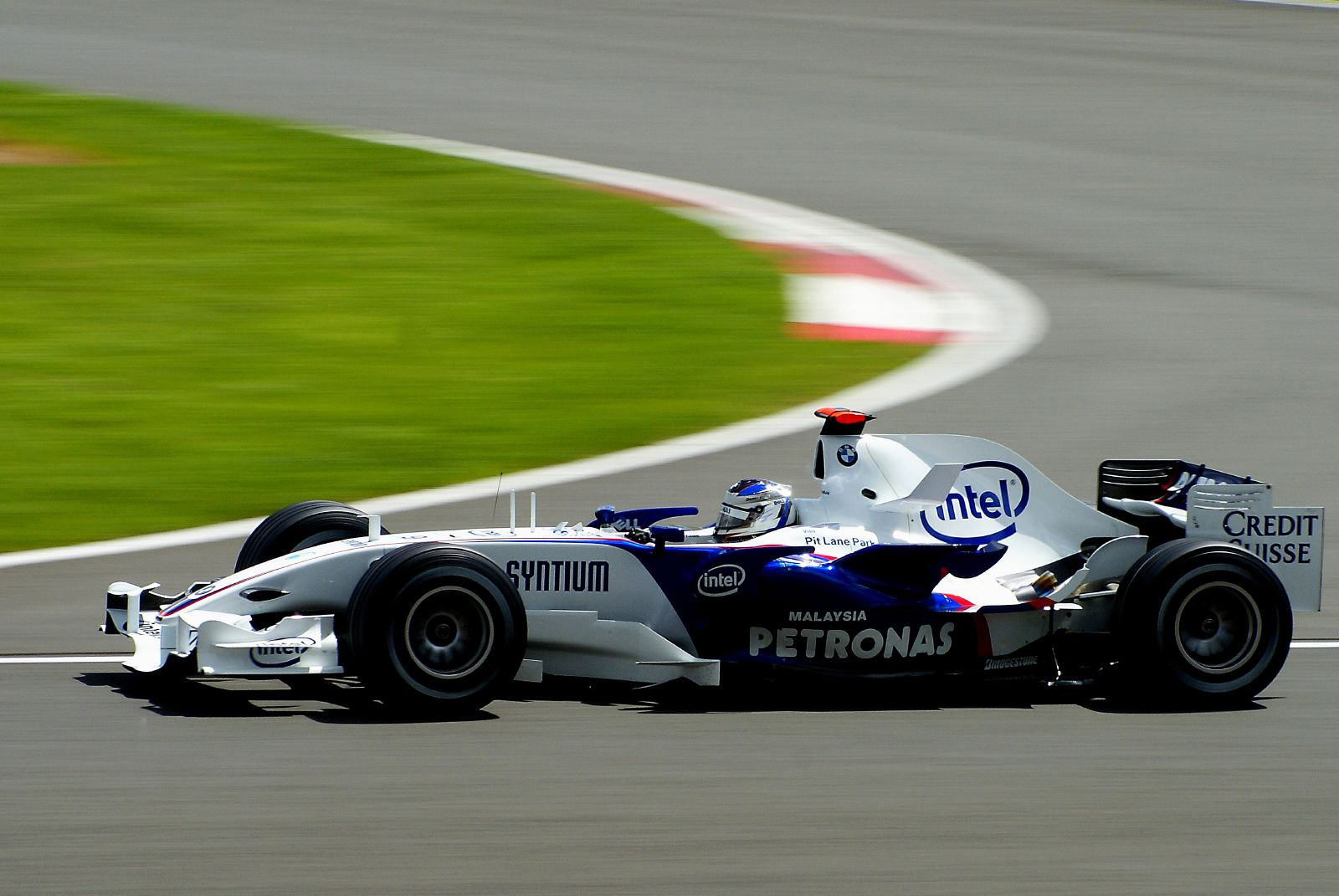
Nick Heidfeld lors du Grand Prix de Grande-Bretagne 2007

### Châssis
L'aérodynamique de la BMW Sauber F1.07 est particulièrement soignée. En reprenant Sauber, BMW Motorsport s'est en effet dotée de la meilleure soufflerie de la Formule 1 actuelle, à Hinwil. De plus, BMW Sauber a développé, depuis fin 2005, un outil de CFD extrêmement développé, mis au point grâce aux talents de Torbjoern Larsson, spécialiste de la dynamique des fluides assistée par ordinateur. Les moyens déployés par BMW ont permis à la soufflerie de Hinwil de tourner 24 heures sur 24, ce qui était impossible, faute de moyens, du temps de Sauber.
Comme la F1.06, elle semble plus trapue que ses rivales, impression accentuée par son nez raccourci et plus écrasé que celui de sa devancière. L'aileron avant est entièrement redessiné pour mieux réguler le flux d'air autour des roues avant. Plus loin, les entrées d'air des pontons sont considérablement élargies. Comme les autres Formules 1 de 2007, cette BMW Sauber s'inspire grandement de la Renault R26 pour la courbure de ces derniers, concaves et rétrécis dans le bas, presque triangulaires. L'évacuation de l'air se fait vers le haut, suivant un concept inauguré par Ferrari cinq ou six ans auparavant. Sur ces cheminées prennent appui de petits ailerons vers lesquels l'air est dirigé par les cheminées elle-même, aplaties en leur sommet. Un déflecteur en forme de croissant de lune est fixé en deux points sur chacune des entrées d'air. À l'arrière, au-dessus de la suspension, le capot moteur s'arrête brusquement à 20 cm du diffuseur pour respecter le règlement.
La BMW Sauber F1.07 est allégée au maximum pour permettre l'embarquement de lests visant à permettre un meilleur équilibre. Cette répartition des masses variable permet une meilleure exploitation des pneus. Pour corriger l'équilibre dû à l'introduction en 2007 des nouveaux pneus Bridgestone, les suspensions sont entièrement revues.

### Boîte, moteur, électronique
Comme le moteur, la boîte de vitesses à sept rapports munie d'une marche arrière est développé à l'usine de Munich.
Le moteur est un V8 BMW à 90°. Les entrées d'air élargies permettent de mieux supporter les températures élevées, surtout en début de saison sur les circuits de Circuit de l'Albert Park, de Sepang puis de Sakhir.
L'électronique de la F1.07 est embarquée dans un petit boîtier glissé dans le cockpit de la monoplace.

## Pilote et déroulement de la saison
Nick Heidfeld, sponsorisé par BMW, reste le premier pilote de l’équipe. En tant que coéquipier et deuxième pilote, Robert Kubica entame sa première saison complète après avoir disputé les dernières courses de la saison 2006 aux côtés d'Heidfeld. Sebastian Vettel, Timo Glock et Ho-Pin Tung sont pilotes d'essai et de réserve. 
L'après-midi du 16 janvier 2007, à peine la monoplace présentée, Nick Heidfeld prend son volant sur le circuit Ricardo Tormo. Pour l'occasion, il adopte un nouveau casque où toute trace de jaune a disparu. Heidfeld boucle de nombreux tours sans rencontrer le moindre souci et, lors de ses trois premiers passages, améliore à chaque fois son temps d'une seconde, laissant augurer d'une belle marge de progression. La journée s'achève sans problème mécanique.
À cause de son grave accident au Grand Prix du Canada, Kubica saute le Grand Prix des États-Unis suivant les recommandations de la FIA, permettant à Sebastian Vettel de faire ses débuts en Formule 1. Le novice allemand termine le Grand Prix huitième.
Avec la F1.07, BMW Sauber s'est rapproché de l'avant du peloton. Bien que Heidfeld ne soit monté que deux fois sur le podium, l’équipe a terminé presque toutes les courses dans les points. À la fin de la saison, BMW Sauber, à la suite de la disqualification de l’équipe McLaren (affaires d'espionnage en Formule 1 en 2007) termine deuxième du championnat des constructeurs avec 101 points. Heidfeld se classe cinquième avec 61 points, le meilleur résultat de sa carrière ; Kubica est sixième avec 39 points et Vettel quatorzième avec 6 points (après avoir pris le poste de pilote vacant chez Toro Rosso à la suite du limogeage à la mi-saison de Scott Speed, il a terminé quatrième en Chine en plus de sa huitième place aux États-Unis avec BMW).
Les contrats de Heidfeld et Kubica sont prolongés pour 2008. Vettel devient titulaire chez Toro Rosso.

## Résultats en championnat du monde de Formule 1
| Saison | Écurie             | Moteur    | Pneus       | Pilotes          | Courses | Courses | Courses | Courses | Courses | Courses | Courses | Courses | Courses | Courses | Courses | Courses | Courses | Courses | Courses | Courses | Courses | Points inscrits | Classement |
| Saison | Écurie             | Moteur    | Pneus       | Pilotes          | 1       | 2       | 3       | 4       | 5       | 6       | 7       | 8       | 9       | 10      | 11      | 12      | 13      | 14      | 15      | 16      | 17      | Points inscrits | Classement |
| ------ | ------------------ | --------- | ----------- | ---------------- | ------- | ------- | ------- | ------- | ------- | ------- | ------- | ------- | ------- | ------- | ------- | ------- | ------- | ------- | ------- | ------- | ------- | --------------- | ---------- |
| 2007   | BMW Sauber F1 Team | BMW P86/7 | Bridgestone |                  | AUS     | MAL     | BAH     | ESP     | MON     | CAN     | USA     | FRA     | GBR     | EUR     | HON     | TUR     | ITA     | BEL     | JAP     | CHI     | BRÉ     | 101             | 2e         |
| 2007   | BMW Sauber F1 Team | BMW P86/7 | Bridgestone | Nick Heidfeld    | 4e      | 4e      | 4e      | Abd     | 6e      | 2e      | Abd     | 5e      | 6e      | 6e      | 3e      | 4e      | 4e      | 5e      | 14e     | 7e      | 6e      | 101             | 2e         |
| 2007   | BMW Sauber F1 Team | BMW P86/7 | Bridgestone | Robert Kubica    | Abd     | 18e     | 6e      | 4e      | 5e      | Abd     |         | 4e      | 4e      | 7e      | 5e      | 8e      | 5e      | 9e      | 7e      | Abd     | 5e      | 101             | 2e         |
| 2007   | BMW Sauber F1 Team | BMW P86/7 | Bridgestone | Sebastian Vettel |         |         |         |         |         |         | 8e      |         |         |         |         |         |         |         |         |         |         | 101             | 2e         |

Légende : ici 